# British Hotel Berlin

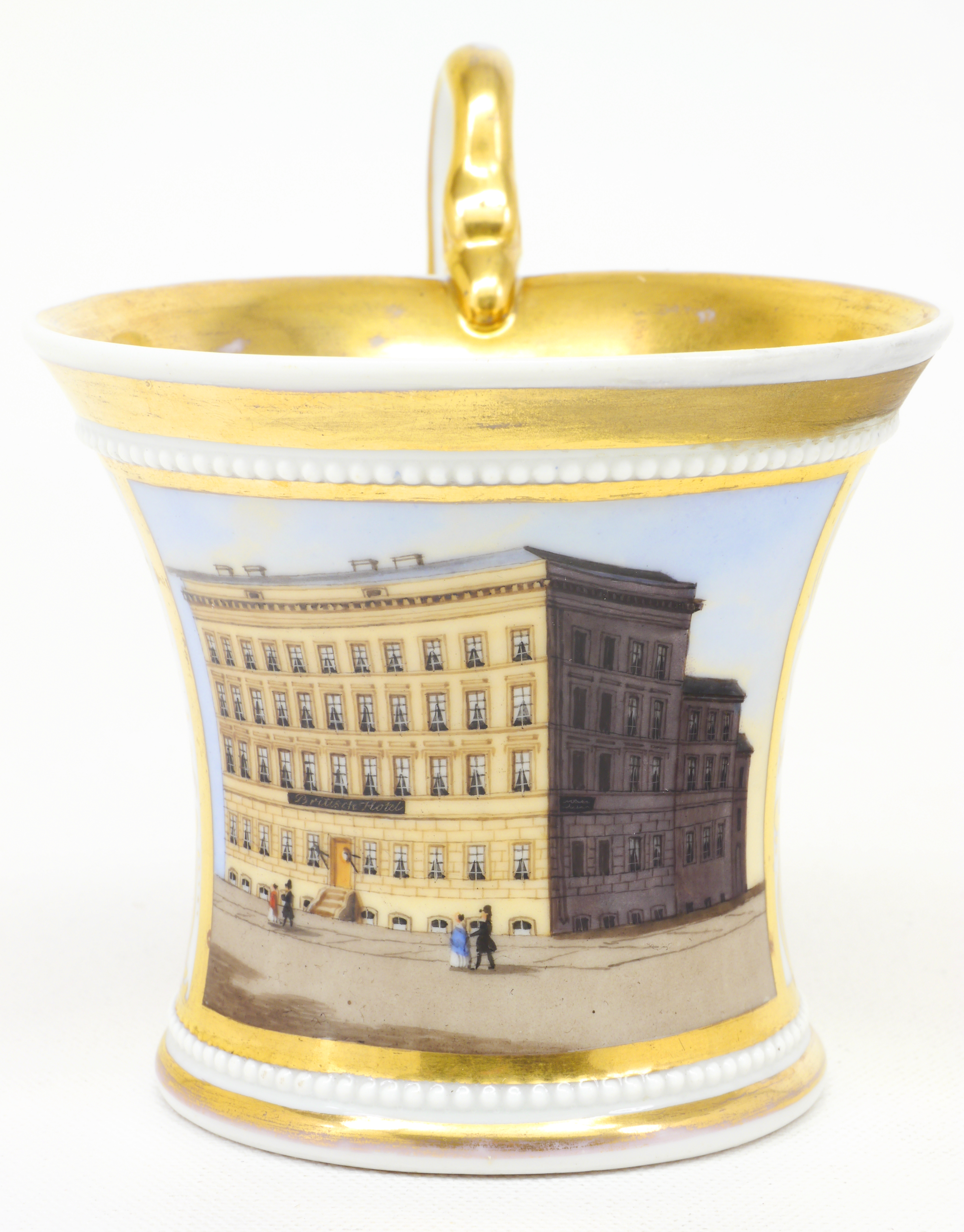
British Hotel auf einer Porzellantasse der Königlichen Porzellanmanufaktur Berlin (KPM), gemalt zwischen 1837 und 1844

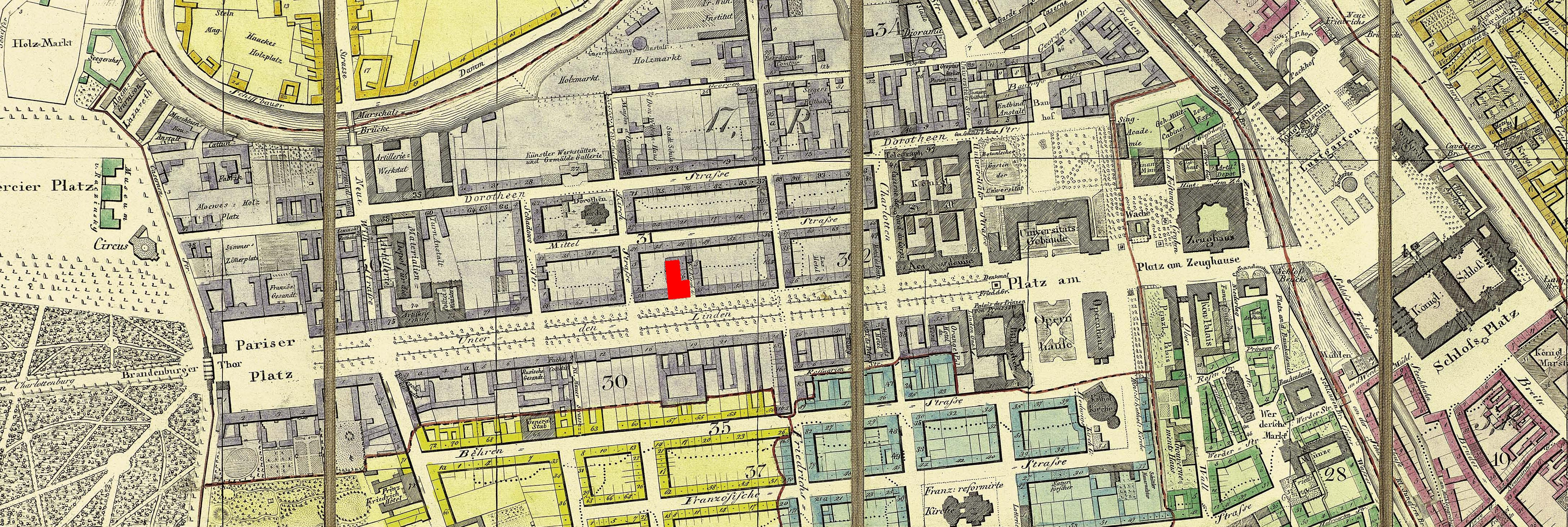
Das British Hotel befand sich auf der Nordseite der Berliner Prachtstraße Unter den Linden (Nr. 56). Ausschnitt aus dem Berlin-Stadtplan von Selter, 1846.

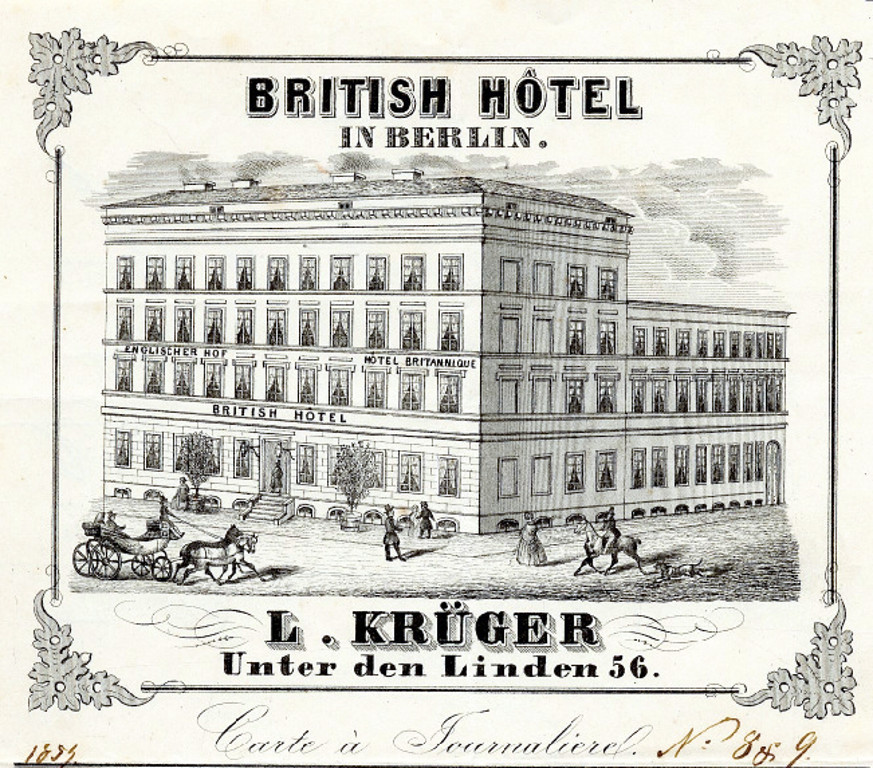
Tageskarte von 1854

Das Britisch Hotel Berlin war ein Hotel in Berlin. Es hatte die Adresse Unter den Linden 56 (auf der Nordseite gelegen). Die Adresse entspricht der alten Nummerierung vom Anfang des 19. Jahrhunderts, nach der neuen Nummerierung von 1936/1937 läge das Hotel auf dem Grundstück mit der Hausnummer 36. Der Eigentümer war Louis Krüger.

## Geschichte
Das Hotel bestand nach Ausweis der Berliner Adressbücher von 1842 bis 1894. Das Hotelgebäude war in der zweiten Hälfte des 19. Jahrhunderts ein wesentlicher Bestandteil des architektonischen Antlitzes der Berliner Prachtstraße Unter den Linden. Es wurde von Besuchern aus Großbritannien bevorzugt und war Wohnsitz des britischen Botschafters. Letzter Inhaber des Hotels war 1894 der Hoflieferant Max Krüger. 1899 zog das Familienhotel Dunkelberg (Besitzer: L. Horn), das seine Gäste zuvor in der Neustädtischen Kirchstraße 10 empfangen hatte, in das Gebäude des ehemaligen British Hotel ein und nutzte in den Folgejahren den günstigen Standort.
Um 1910/1911 wurde an Stelle des Hotels ein Bürohaus erbaut, das seit 1915 Zollernhof genannt wurde. Nachdem dies im Zweiten Weltkrieg ausbrannte, diente es nach seinem Wiederaufbau zu DDR-Zeiten unter anderem dem Zentralrat der Freien Deutschen Jugend und einem Spezialgeschäft für Jugend, Sport und Touristik.

## Bekannte Gäste
Im Hotel wohnten neben vielen britischen Reisenden auch Intellektuelle aus ganz Europa, wie z. B. Hans Christian Andersen, Fjodor Michailowitsch Dostojewski oder auch Thomas Carlyle.